# Samouraï Academy
Pour plus de détails, voir Fiche technique et Distribution.
Samouraï Academy ou Fureur sur pattes: La légende de Hank au Québec, (Paws of Fury: The Legend of Hank) est un film d'animation américain réalisé par Rob Minkoff, Mark Koetsier et Chris Bailey et sorti en 2022.
Ce film reprend la trame scénaristique et certains gags du film Le shérif est en prison (1974) de Mel Brooks.

## Synopsis
Le chien Hank tente de devenir samouraï dans une région uniquement peuplée de chats, il est entraîné par Jimbo, un ancien samouraï.

## Fiche technique
Sauf indication contraire, les informations mentionnées dans cette section peuvent être confirmées par la base de données cinématographiques IMDb,  présente dans la section « Liens externes ».
- Titre original : Paws of Fury: The Legend of Hank
- Titre français : Samouraï Academy
- Titre québécois : Fureur sur pattes : La légende de Hank
- Réalisation : Rob Minkoff, Mark Koetsier et Chris Bailey
- Scénario : Mel Brooks, Ed Stone, Nate Hopper, Norman Steinberg (en), Andrew Bergman, Richard Pryor et Alan Uger
- Musique : Bear McCreary
- Montage : Mike Andrews
- Animation : Andrew Gordon, Sébastien Joly, Adrien Soyty Liv, Kyle Moy et Prasanjib Nag
- Production : Guy Collins, Yair Landau, Adam Nagle, Peter Nagle, Susan Purcell, Rob Minkoff et Damien Simonklein
  - Producteur délégué : Wang Zhongjun, Mel Brooks, Phil Brown, Eamonn Butler, Warren Franklin, Fred Hedman, Nate Hopper, Reginald Hudlin, Martin Metz, Adrian Politowski, Dave Rosenbaum, Michael Ryan, Kevin Salter, Alex Schwartz, Steve Hamilton Shaw, Ed Stone, Pietro Ventani, Zhonglei Wang et Ben White
- Sociétés de production : Huayi Brothers, GFM Films, Cinesite, Flying Tigers Entertainment et Align
- Société de distribution : SND (France), The Searchers (Belgique), Paramount Pictures (États-Unis)| Médias externes |                                                                              |
| Images          |                                                                              |
|                 | Affiche film, France sur le site Allociné                                    |
|                 | Affiche film, Belgique sur le site du cinéma Les Grignoux                    |
|                 | Affiche États-Unis sur le site Allociné                                      |
| Vidéos          |                                                                              |
|                 | Bande-annonce France 1 sur le compte YouTube de la SND                       |
|                 | Bande-annonce France 2 sur le compte YouTube de la SND                       |
|                 | Bande-annonce Québec 1 sur le compte YouTube de la Paramount Pictures Québec |
|                 | Bande-annonce Québec 2 sur le compte YouTube de la Paramount Pictures Québec |
- Pays de production :  États-Unis,  Canada,  Royaume-Uni,  Chine
- Langue originale : anglais
- Format : couleur — 2,35:1
- Genre : Animation
- Durée : 97 minutes
  - États-Unis et Québec: 14 juillet 2022
  - France, Belgique : 12 octobre 2022

## Distribution

### Voix originales
Sauf indication contraire, les informations mentionnées dans cette section peuvent être confirmées par la base de données cinématographiques IMDb,  présente dans la section « Liens externes ».
- Michael Cera : Hank
- Samuel L. Jackson : Jimbo
- Mel Brooks : Shogun
- Ricky Gervais : Ika Chu
- Djimon Hounsou : Sumo
- Michelle Yeoh : Yuki
- George Takei : Ohga
- Gabriel Iglesias : Chuck
- Kylie Kuioka : Emiko
- Aasif Mandvi : Ichiro
- Steven Blum, Tom McGrath, Scott Menville, Rob Minkoff, Edie Mirman, Juan Pacheco, Kelly Stables et Kirk Wise : voix additionnelles

### Voix françaises
- Antoine Schoumsky : Hank
- Thierry Desroses : Jimbo
- Emmanuel Rausenberger : Chuck
- Jérémie Covillault : Sumo
- Patrick Préjean : Shogun
- Boris Rehlinger : Ichiro
- Serge Biavan : Ohga
- Guillaume Lebon : Ika Chu
- Laura Blanc : la mère
- Victoire Pauwels : Emiko

### Voix québécoises
- Nicolas Bacon : Hank
- Éric Gaudry : Jimbo
- Marc Bellier : Shogun
- Tristan Harvey : Ika Chu
- Louis-Philippe Dandenault : Ohga
- Manuel Tadros : Chuck
- Élia St-Pierre : Emiko
- Sylvain Hétu : Ichiro

Sources et légendes : Version québécoise (VQ) sur Doublage.qc.ca.

## Accueil

### Critique
Dans le monde anglo-saxon, le site Rotten Tomatoes donne une note de 55 % pour 60 critiques. Le site Metacritic donne une note de 45⁄100 pour 13 critiques. En France, le site Allociné donne une moyenne de 3.1⁄5, après avoir recensé 10 titres de presse.
La presse française est globalement positive à l'égard du dessin animé, comme c'est le cas pour la critique du journal Le Parisien qui déclare que le film l'a fait « hurler de rire dans la manière qu’il a de décliner, avec des personnages animés, les tics des comportements félins, à travers des gags irrésistibles pour quiconque a un jour observé un matou. ».
« Excellente surprise » pour L'Obs, pour qui le long-métrage « détourne les codes des films de sabre et joue avec de nombreuses références ».
Pour Le Journal du dimanche, ce « récit d’apprentissage ne manque pas d’inventivité, d’énergie, d’autodérision et de cœur, en dépit d’un scénario convenu ». Dans la même tonalité, Première parle d'un film « très loin du gentillet film pour enfants » et qui sous couvert d'une guerre entre chiens et chats aborde la problématique du racisme. Pour le critique, le film « n’atteint pas la corrosivité trash de l’indépassable Sausage Party », mais il salue « le retour à l’écriture à 96 ans d’un Mel Brooks qui déploie tout son génie facétieux dans cette version revue, corrigée et animée du Shérif est en prison ».
Dans un registre plus négatif, Les Fiches du cinéma rapporte leur sentiment ainsi : « Il y a les films de samouraïs et leurs héros jusqu’au-boutistes. Et puis il y a Samouraï Academy, qui est à peu près tout le contraire et imagine un chien décidé à devenir un guerrier. Pas antipathique pour deux sous, le film manque cependant sérieusement de consistance ».
Quant à la critique de Télérama, « Une esthétique lisse, des gags et des personnages déjà vus et revus emballent un propos louablement antiraciste : chiens, chats, tous égaux devant les clichés de l’animation industrielle… ».

### Box-office
| Pays ou région    | Box-office        | Date d'arrêt du box-office | Nombre de semaines |
| ----------------- | ----------------- | -------------------------- | ------------------ |
| France            | 813 082 entrées   | 9 novembre 2022            | 4                  |
| Canada États-Unis | 17 768 984 $      | en cours                   | en cours           |
| Total mondial     | +017 768 984, USD | en cours                   | en cours           |

Pour son premier jour d'exploitation en France, Samouraï Academy réalise 56 587 entrées (dont 38 651 en avant-première), pour 560 copies. Le long-métrage d'animation se classe en seconde position du box-office des nouveautés sorties ce jour, derrière Simone, le voyage du siècle (142 572) et devant Jack Mimoun et les secrets de Val Verde (46 841). Au bout d'une première semaine d'exploitation, le film réalise 151 216 entrées, derrière Smile (186 070) et devant Ticket to Paradise (99 571).
En semaine 2, il réalise 152 842 entrées supplémentaires, pour une huitième place au classement, derrière L'Innocent (157 119) et devant Jack Mimoun et les secrets de Val Verde (145 455). Au bout d'une troisième semaine d'exploitation, le film réalise 267 922 entrées devant Le Nouveau Jouet (263 862) et derrière Plancha (271 193). La semaine suivante, le dessin animé réalise 241 102 entrées supplémentaires, pour une quatrième place au box-office, derrière Simone, le voyage du siècle (272 422) et devant Novembre (225 451).